# 愛知県道361号坂上花沢線
愛知県道361号坂上花沢線（あいちけんどう361ごう さかうえはなざわせん）は、愛知県豊田市内を通る一般県道である。

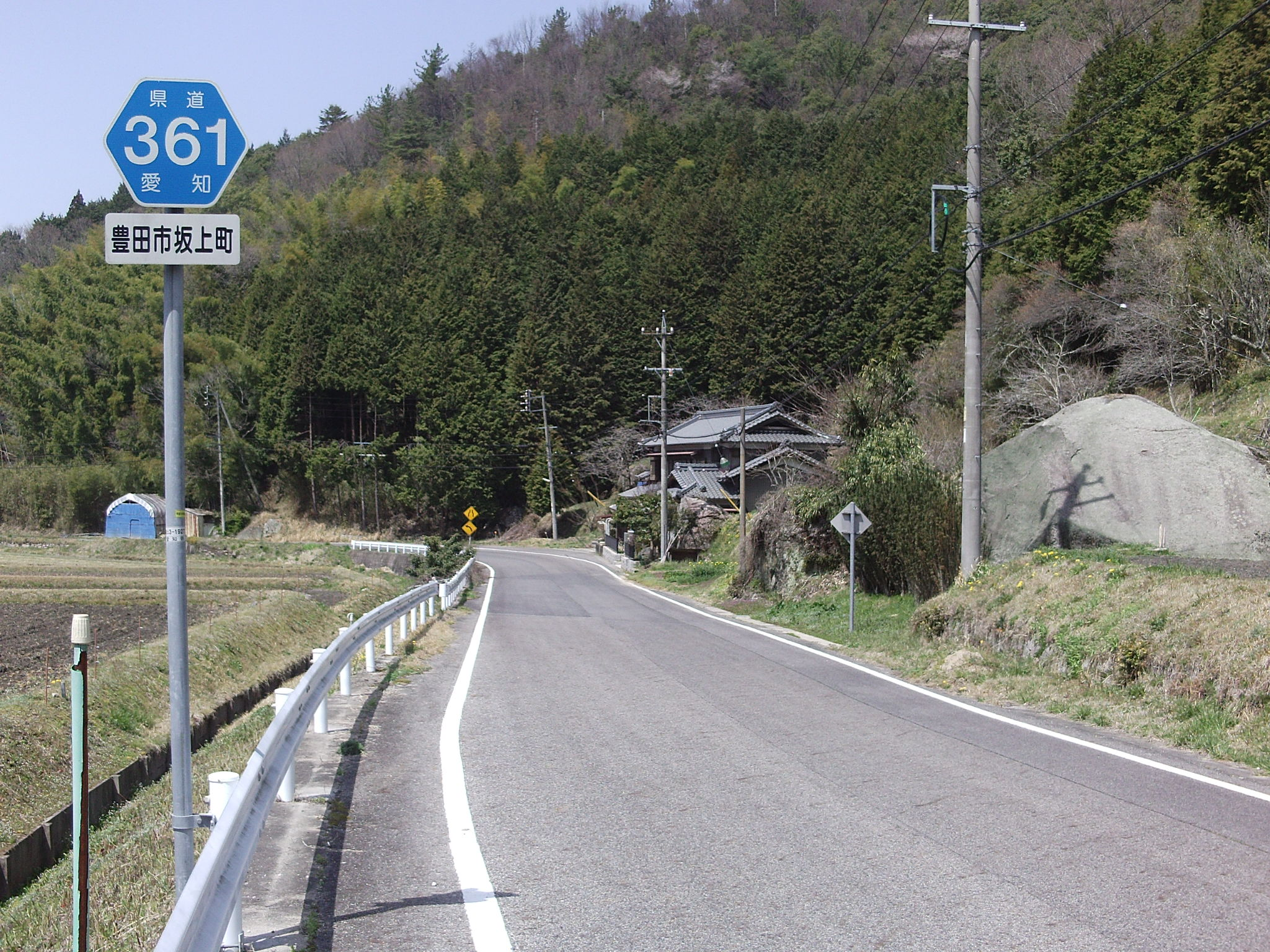
坂上町（起点側）

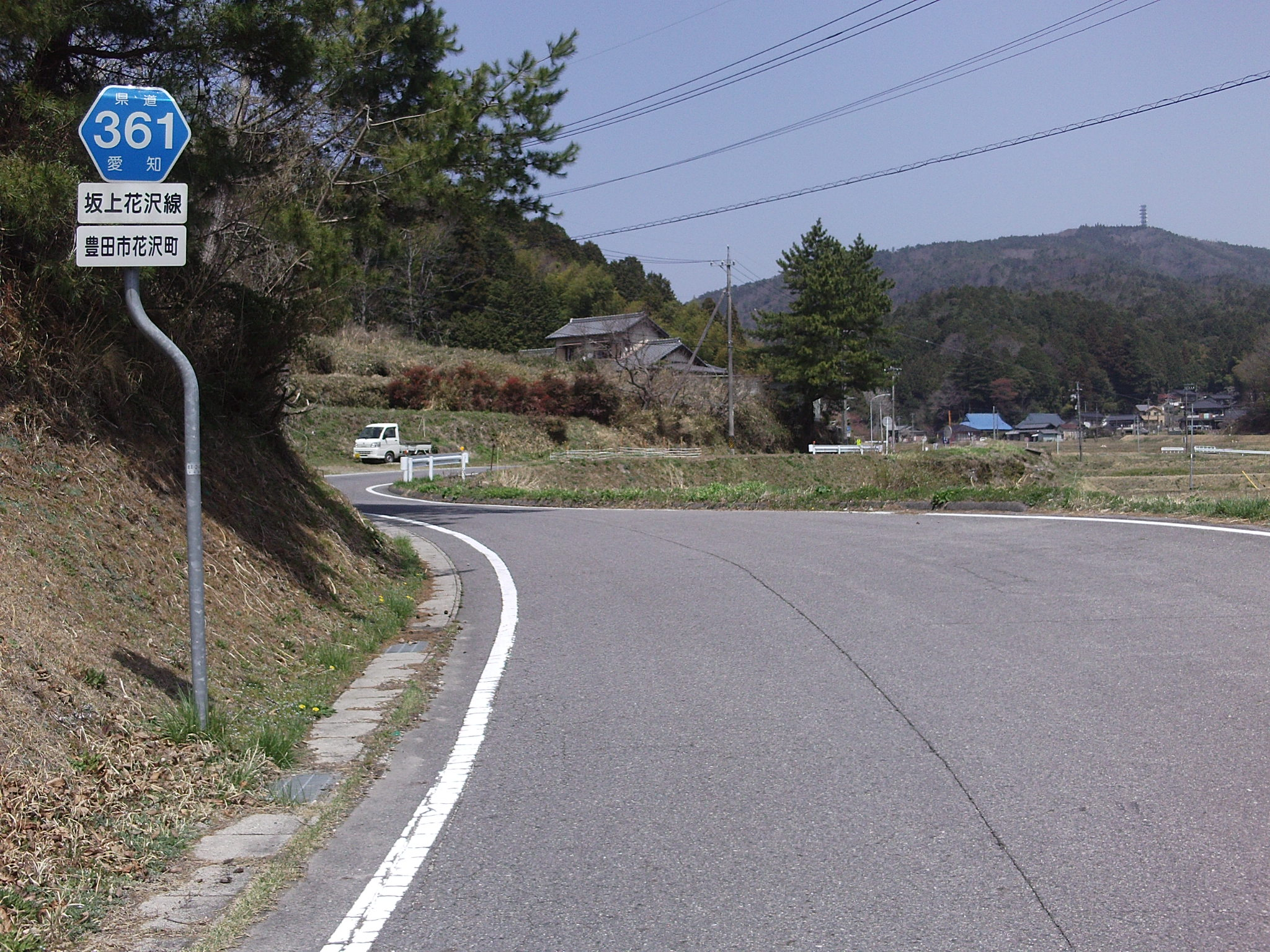
花沢町（終点方面）

## 概要

### 路線データ
- 起点：愛知県豊田市坂上町
- 終点：愛知県豊田市花沢町

## 沿革
- 1959年12月15日：認定

## 通過する自治体
- 愛知県
  - 豊田市

## 接続する道路
- 愛知県道360号坂上大内線（豊田市坂上町 - 豊松町間で重複）
- 愛知県道359号坂上田振線
- 国道301号（挙母街道）

## 沿線・周辺
- 豊田市立豊松小学校
- 坂上郵便局